# Brun barkløber
Brun barkløber (latin: Climacteris picumnus) er en spurvefugl, der lever i Australiens østlige del.